# نیکو رینکس
نیکولاس «نیکو» هسل رینکس (هلندی: Nicolaas "Nico" Hessel Rienks؛ زادهٔ ۱ فوریهٔ ۱۹۶۲) ورزشکار روئینگ اهل پادشاهی هلند است.
وی در مسابقات کشوری و بین‌المللی در مجموع برندهٔ ۳ مدال طلا، ۳ مدال نقره، ۱ مدال برنز شده‌است.